# Matt Dawson (hockey sur gazon)
Pour les articles homonymes, voir Dawson et Matt Dawson (homonymie).
Matthew Dawson (parfois appelé couramment Matt Dawson) est un joueur australien de hockey sur gazon qui joue en tant que défenseur de l'équipe nationale australienne. Il a participé aux Jeux olympiques de 2016 à Rio de Janeiro et maintenant l'équipe nationale aux Jeux olympiques de Tokyo 2020.

## Carrière
Originaire de Killarney Vale sur la Côte centrale de la Nouvelle-Galles du Sud, Dawson est le fils de l'ancien joueur de cricket australien Trish Dawson. Il a d'abord été sélectionné pour jouer pour l'équipe nationale masculine australienne de hockey sur gazon en 2014 contre l'Inde. Il a depuis joué dans le Champions Trophy 2014 et le Champions Trophy 2016. En 2015, il a été recruté par les Kalinga Lancers dans le Championnat indien.